# 헬로우 고스트
《헬로우 고스트》는 2010년에 개봉한 대한민국의 코미디 영화이다. 김영탁 감독의 연출 데뷔작이며, 차태현, 강예원, 이문수, 고창석, 장영남, 천보근이 출연한다.

## 줄거리
가족도 애인도 주위에 아무도 없는 천애고아 강상만. 죽는게 소원이었던 그는 몇번이나 자살시도를 했지만 번번이 실패한다. 그러던 어느날, 그날은 아예 수면제를 먹고 자살시도를 했는데 약의 부작용 탓인지 귀신이 보이기 시작했다. 늙은 할배 귀신, 담배없인 하루도 못사는 꼴초 귀신, 눈물마를 날이 없는 울보 귀신, 철없는 초딩 귀신. 그들은 자신들이 원하는 소원을 들어주지 않으면 절대로 떠나지 않을거라며 하루가 멀다하고 상만을 못살게 굴었고 결국 상만은 그들의 소원을 하나씩 들어주기로 한다. 그런데 귀신들의 소원을 들어주고 다니던 상만은 여러 가지 정황과 우연히 알게 된 여간호사 정연수의 말을 통해 엄청난 진실을 알게된다.

## 캐스팅
- 차태현 : 강상만 역
- 구승현 : 어린시절 상만 역
- 강예원 : 정연수 역
- 이문수 : 할배 귀신 역
- 고창석 : 꼴초 귀신 역
- 장영남 : 울보 귀신 역
- 천보근 : 초딩 귀신 역
- 공호석 : 구판수 역
- 정규수 : 정주환 역
- 김진성 : 정원 역
- 유순웅 : 노형사 역
- 김지경 : 정신과 의사 역
- 라미란 : 옆집 아줌마 역
- 양은용 : 소품차 사장 아내 역
- 이상희 : 늙은 경찰 역
- 조덕제 : 젊은 경찰 역
- 강현중 : 구조대원 역
- 김희창 : 모텔사장 역
- 하성광 : 뽑기 주인 역
- 이한위 : 박수무당 역 (특별출연)
- 안길강 : 소품차 사장 역 (특별출연)
- 오나미 : 아쉬운 버스녀 역 (특별출연)

## 수상
- 2011년 제25회 후쿠오카 아시아 영화제
  - 그랑프리 - 김영탁
- 2011년 제47회 백상예술대상
  - 신인감독상 - 김영탁